# Biggest Bang
Biggest Bang är en barnradioserie som sändes som Sveriges Radios julkalender i december 2019. Serien hade i Barnradion den 1 december 2019 i Sveriges Radio P4 och i appen Sveriges Radio Play.
Biggest Bang är skriven av Martin Olczak och illustrerad av Anna Sandler, paret bakom de populära Jackböckerna. För regin står Maria Blom, känd bland annat för filmerna Masjävlar och Monky.

## Handling
Serien handlar om 10-åriga Tyra från Bagarmossen, hennes bror Lukas och familjens hund Rufsa som ger sig ut i universum i farmors gamla Fiatbil.

## Medverkande
- Saga Wennö - Tyra
- Victor Beer - Lukas
- Pia Johansson - Rufsa
- Bianca Kronlöf - Tyra som vuxen (berättaren)
- Lisette Pagler - Mamma
- David Lenneman - Pappa
- Omid Khansari - Bertil
- Kardo Mirza och Barbro Enberg - Kaza Kah
- Mira Eklund - Bulgur Bax
- Aleksa Lundberg - Zorgo
- Josefin Ankarberg - Robot 1
- Jonas Leksell - Lucköppnare

### Fotnoter
1. ↑  Ylva Lagercrantz Spindler (28 november 2019). ”Science fiction möter lussebullar i Bagarmossen” (på svenska). Svenska Dagbladet. https://www.svd.se/science-fiction-moter-lussebullar--i-bagarmossen. Läst 7 december 2019.
2. ↑  Biggest Bang på Svensk mediedatabas